# Tjedan solidarnosti i zajedništva s Crkvom i ljudima u Bosni i Hercegovini
Tjedan solidarnosti i zajedništva s Crkvom i ljudima u Bosni i Hercegovini je akcija koju poduzima Katolička Crkva svake godine. Prvi Tjedan bio je 2007. godine. Akciji se posvećuje 3. korizmena nedjelja. U duhu korizme, sakramentalnog obraćenja, nadilaženja samoljublja i sebičnosti, vjernici u Hrvatskoj upućuju se na solidarnost i zajedništvo, misleći na potrebe Katoličke Crkve i hrvatskog naroda u Bosni i Hercegovini. Da se ne bi obistinile riječi iz Matejeva evanđelja: „Razmahat će se bezakonje i ohladnjeti ljubav mnogih.“, vjernici diljem Hrvatske nastoje molitvom i novčanim darom milostinje pomoći potrebitima: studente, stare, bolesne, hendikepirane, one koji žive u izolaciji – fizičkoj ili duševnoj, one koji su postali manjina, zaboravljene, osuđene, prezrene. Vjernici su pozvani moliti za ostanak katolika; moliti, zajedno sa svim biskupima, svećenicima, redovnicima i redovnicama, sa svim hrvatskim iseljenicima po cijelome svijetu i cjelokupnim Božjim narodom, da Crkva u Bosni i Hercegovini bude znak mira, zajedništva i solidarnosti, da svi iz Hrvatske u svojim srcima, kao plod korizmenih nastojanja upale svjetlo nade za Hrvate u Bosni i Hercegovini svjedočeći, dajući im do znanja da nisu sami, pokazujući i Bogu da im bližnji u vjeri nisu daleko od srca.
Potreba za akcijom razvila se s obzirom na brojne teškoće koje posljednjih dvadesetak godina  (palež, uništenjem svojih sela, domova, gubitkom radnih mjesta, baštine koju su im ostavili pređi itd.) proživljavaju Hrvati koji su potlačeni u Bosni i Hercegovini. Cilj je i održati opstanak Hrvata na njihovim vjekovnim ognjištima od Bosanske Posavine preko Srednje Bosne do Hercegovine, s obzirom na alarmantno smanjenje broja Hrvata iz Bosne i Hercegovine: od 2003. do 2014. manje je 44 527 katolika; samo 2016.  a iz četiriju biskupija - Vrhbosanske, Banjolučke, Mostarsko-duvanjske i Trebinjsko-mrkanske, sveukupno broj katolika u četiri nad/biskupije je 390 241, u usporedbi s prijeratnih bilo ih je 825 000. Zbog dramatičnog smanjenja broja katolika još 2012. državno tajništvo Svete stolice poslalo je pismo-poruku, povodom 14. zasjedanja biskupskih konferencija Bosne i Hercegovine i Hrvatske, gdje su istaknuli da je u pitanje dovedena budućnost Katoličke Crkve u Bosni i Hercegovini i pozvali da "kolegijalno razmišljanje biskupa dviju biskupskih konferencija doprinese nadahnjivanju korisnih inicijativa, kako bi se učinilo da hrvatski narod nastavi vršiti svoje crkveno poslanje u Bosni i Hercegovini nudeći svoj dragocjen doprinos društvenom životu zemlje".